# Ostrach
Ostrach – gmina, w Niemczech, w Badenii-Wirtembergii, w rejencji Tybinga, w powiecie Sigmaringen, w Górnej Szwabii, około 20 km na południowy wschód od Sigmaringen. 31 marca 2025 liczyła 7067 mieszkańców.